# Топонимическое прозвище
Топонимическое прозвище, Прозвище по месту — разновидность прозвища, дополнение к личному имени или даже в некоторых случаях основное имя, представляющее собой эпитет, указывающий на географическую точку (топоним): место рождения, активной фазы деятельности или смерти. В древности и Средневековье было очень распространённым и служило для разграничения нескольких людей с одним и тем же личным именем.
В настоящее время топонимические прозвища встречаются у высокопоставленных или широко известных религиозных деятелей, по месту их рождения или основной деятельности (Антоний Сурожский, Паисий Святогорец, Матрона Московская и т.д.) 
В современной криминальной среде топонимические прозвища носят некоторые "воры в законе".
Топонимическое прозвище могло закрепиться в качестве родового имени (фамилии) по прошествии нескольких поколений.
Такие топонимические прозвища могли быть не только у людей, но и неодушевлённых предметов, как например прозвище знаменитой скульптуры Венеры Милосской («Venus de Milo» — Венера с острова Милос) или название Ковра из Байё (Tapisserie de Bayeux).
В арабской антропонимике такого рода прозвища называются нисба.

## Формы
В русском языке может использоваться в нескольких основных формах:

### Отвечая на вопрос «откуда»
Наиболее простая форма, которая часто используется и в настоящее время, неофициально «Человек из такого-то места».
- Личное имя плюс из места: Тереза из Лизьё, Анаксагор из Клазомен, Гекатей из Милета, Эвандр из Фокиды.

### Отвечая на вопрос «какой»
- Личное имя плюс из места, в форме прилагательного: Аристарх Самосский, Эразм Роттердамский, Пифагор Регийский, Гераклит Эфесский, Агата Киевская, Александр Невский, Николай Кузанский, Симеон Полоцкий, Дмитрий Донской, Серафим Вырицкий, Менипп Гадарский, Исихий Милетский, Иоанн Дамаскин.

### Отвечая на вопрос «кто»
- Личное имя плюс морфологически измененный топоним в форме существительного: Фома Аквинат, Рок Бразилец, Моисей Угрин, Ефрем Сирин.

### В оригинальной форме
Иногда также случается, что название топонима в имени приходит в русский язык без русификации и преобразуется только через транскрипцию или транслитерацию. Тогда полная форма имени представляет собой следующее:
- Личное имя плюс из места, в оригинальной форме: Уильям Оккам, Леонардо да Винчи, Низами Гянджеви, Пьетро Перуджино, Доменико Венециано, Паоло Веронезе, Шота Руставели, Марко д'Оджоно, Никколо Пизано, Жан де Мен.

Такая форма географического прозвища чаще используется в тех случаях, когда в русском языке отсутствует устоявшаяся форма редкого топонима или его название не допускает морфологического изменения. Нередки случаи, когда такие топонимы воспринимаются нашими современниками как фамилии, на самом деле ими не являясь.